# John Niel Randle
John Niel Randle (Benares, 22 dicembre 1917 – Kohima, 6 maggio 1944) è stato un militare britannico, decorato con la Victoria Cross nel corso della seconda guerra mondiale.

## Biografia

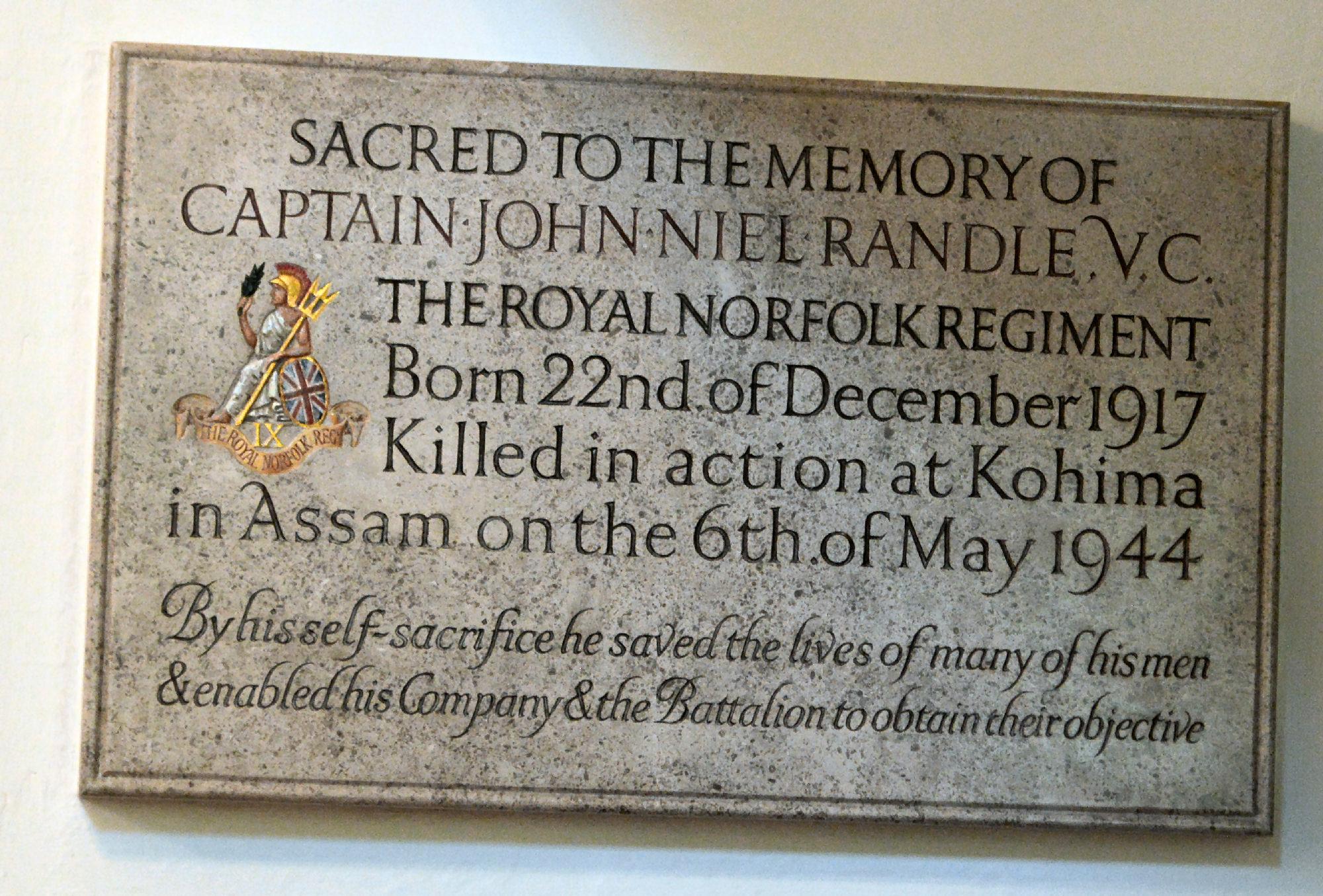
Targa commemorativa presso la St Peter's Church a Petersham.

Nacque a Benares, in India, il 22 dicembre 1917, figlio di Herbert Niel e di Edith Randle Whitby. Studiò alla Dragon School, dove conobbe il suo migliore amico, Leonard Cheshire, poi al Marlborough College e infine al Merton College dell'Università di Oxford dove si laureò in giurisprudenza nel 1939. In quello stesso anno, con lo scoppio della  seconda guerra mondiale, fu arruolato nel British Army in forza al 2/6° Battaglione del Surrey Regiment come soldato semplice assegnato a lavori d'ufficio.
Il 18 maggio del 1940 fu nominato sottotenente nel Royal Norfolk Regiment e il 14 giugno assegnato al 2° Battaglione di stanza a Bradford, che stava ricostituendosi dopo l'evacuazione di Dunkerque (Operazione Dynamo). Promosso tenente il 18 novembre 1941 e capitano a titolo temporaneo il 20 gennaio 1942. Trasferito in India, nei primi mesi del 1944 il suo reparto fu attivamente coinvolto nella battaglia di Kohima.
Il 4 maggio 1944, a Kohima, in Assam, il suo battaglione attaccò le posizioni giapponesi poste su una cresta vicina. Assunse il comando della compagnia che guidava l'attacco quando il suo comandante rimase gravemente ferito. Di fronte a un fuoco pesante, sebbene ferito al ginocchio da schegge di granata, continuò a comandare i suoi uomini finché la compagnia non conquistò l'obiettivo e consolidò la posizione. Poi avanzò e radunò tutti i feriti che giacevano fuori dal perimetro. Nonostante la ferita rifiutò di essere evacuato ed eseguì personalmente una ricognizione alla luce della luna piena prima di effettuare un ulteriore attacco alla posizione in cui il nemico si era ritirato. All'alba del 6 maggio iniziò l'attacco, da lui condotto, e uno dei plotoni riuscì a raggiungere la cresta della collina occupata dal nemico. Un altro plotone, tuttavia, si imbatté nel pesante fuoco di una mitragliatrice sita un bunker sul pendio opposto del rilievo. Capita immediatamente la pericolosa situazione, caricò la postazione della mitragliatrice giapponese da solo con fucile e baionetta. Sebbene sanguinante al volto e ferito a morte da numerose raffiche di mitragliatrice, raggiunse il bunker e mise a tacere l'arma con una granata lanciata attraverso la feritoia del bunker. Poi gettò il suo corpo attraverso la fessura in modo che l'apertura fosse completamente sigillata.
Il suo corpo fu recuperato sul luogo dell'azione e sepolto nel cimitero di guerra di Kohima. L'8 dicembre 1944 fu insignito della Victoria Cross alla memoria.
Randle era cognato dell'ufficiale aviatore britannico Leslie Thomas Manser, al quale fu conferita postuma la Victoria Cross nel 1942.
La sua Victoria Cross è esposta nella Lord Ashcroft Gallery dell'Imperial War Museum di Londra.